# FK Chmel Blšany
FK Chmel Blšany is een voormalige Tsjechische voetbalclub uit Blšany. De club speelde in het Stadion FK Chmel Blšany, dat plaats biedt aan 2300 toeschouwers; dit betekent dat als elke inwoner van Blšany aanwezig is, er nog steeds 1500 plaatsen vrij zijn. De club hield in 2016 op te bestaan.

## Geschiedenis
De club werd op 18 januari 1946 opgericht en speelde lange tijd amateurvoetbal. Begin jaren negentig werkte de club zich op naar de derde klasse van het toenmalige Tsjecho-Slowakije en in 1993 naar de tweede klasse. Vanwege renovatie van het eigen stadion speelde Chmel een groot gedeelte van het seizoen 2002/03 in Příbram in het stadion Na Litavce. In de herfst van het volgende seizoen moest de club wegens werkzaamheden aan het eigen stadion opnieuw aan paar wedstrijden in een ander stadion afwerken, ditmaal in het stadion FK Viktoria Žižkov in Praag. In 1998 speelde de club voor het eerst in de hoogste klasse van Tsjechië. Daar speelde de club tot 2006. Twee keer plaatste de club zich voor de Intertoto Cup. Chmel eindigde nooit bij de eerste vijf in de competitie en streed meestal tegen degradatie. Na seizoen 2006/07 verloor de club zijn licentie voor tweede klasse en treedt in 2007/08 in de derde klasse aan. 

## Naamsveranderingen
- 1946 - Sokol Blšany
- 1966 - TJ Sokol Blšany (Tělovýchovná jednota Sokol Blšany)
- 1985 - TJ JZD Blšany (Tělovýchovná jednota Jednotného zemědělského družstva Blšany)
- 1991 - SK Chmel Blšany (Sportovní klub Chmel Blšany)
- 1992 - FK Chmel Blšany (Fotbalový klub Chmel Blšany)

## Verbonden aan FK Chmel Blšany

### Trainers
- Michal Bílek

### Spelers
| - Petr Čech - Daniel Kolář - Martin Müller | - Daniel Pudil - Vojtěch Schulmeister - David Střihavka |

## FK Chmel Blšany in Europa

### Europese duels
1/8 = achtste finale, 1/4 = kwartfinale, 1/2 = halve finale, T/U = Thuis/Uit, W = Wedstrijd, PUC = punten UEFA coëfficiënten .
Uitslagen vanuit gezichtspunt FK Chmel Blšany
| Seizoen | Competitie    | Ronde | Land                     | Club                     | Totaalscore | 1e W    | 2e W    | PUC |
| ------- | ------------- | ----- | ------------------------ | ------------------------ | ----------- | ------- | ------- | --- |
| 2000    | Intertoto Cup | 1/8   | Vlag van Wit-Rusland     | Dnepr-Transmasj Mahiljow | 8-2         | 6-2 (T) | 2-0 (U) | 0.0 |
|         |               | 1/4   | Vlag van Griekenland     | AO Kalamata              | 8-0         | 5-0 (T) | 3-0 (U) | 0.0 |
|         |               | 1/2   | Vlag van Tsjechië        | SK Sigma Olomouc         | 1-3         | 1-3 (U) | 0-0 (T) | 0.0 |
| 2001    | Intertoto Cup | 1/4   | Vlag van Noord-Macedonië | FK Pobeda Prilep         | 1-0         | 0-0 (T) | 1-0 (U) | 0.0 |
|         |               | 1/2   | Vlag van Italië          | Brescia Calcio           | 3-4         | 1-2 (T) | 2-2 (U) | 0.0 |

Totaal aantal punten voor UEFA coëfficiënten: 0.0

### Resultaten
| #     | Betekenis       |
| ----- | --------------- |
| #Q    | #voorronde      |
| PO    | Play-Off        |
| Groep | Groepsfase      |
| 1R    | Eerste ronde    |
| 2R    | Tweede ronde    |
| 3R    | Derde ronde     |
| 1/8   | 1/8ste finale   |
| 1/4   | Kwartfinale     |
| 1/2   | Halve finale    |
| F     | Verloren finale |
| W     | Winnaar finale  |

| Seizoen | - Europacup I - Champions League | - Europacup II | - Jaarbeursstedenbeker - UEFA Cup - Europa League | - International Football Cup - Intertoto Cup | - Mitropacup |
| ------- | -------------------------------- | -------------- | ------------------------------------------------- | -------------------------------------------- | ------------ |
| 2000    |                                  |                |                                                   | 1/2                                          |              |
| 2001    |                                  |                |                                                   | 1/2                                          |              |

#### Aantal
| Naam                         | Competities                | Aantal | Seizoen    | 2e | Win |
| ---------------------------- | -------------------------- | ------ | ---------- | -- | --- |
| Beker voor Landskampioenen   | Champions League           | –      | –          | –  | –   |
| Beker voor Landskampioenen   | Europacup I                | –      | –          | –  | –   |
| Beker voor Bekerwinnaars     | Europacup II               | –      | –          | –  | –   |
| Europa League                | Europa League              | –      | –          | –  | –   |
| Europa League                | UEFA Cup                   | –      | –          | –  | –   |
| Europa League                | Jaarbeursstedenbeker       | –      | –          | –  | –   |
| Vriendschappelijk Europa Cup | Intertoto Cup              | 2×     | 2000, 2001 | –  | –   |
| Vriendschappelijk Europa Cup | International Football Cup | –      | –          | –  | –   |
| Vriendschappelijk Mitropacup | Mitropacup                 | –      | –          | –  | –   |

### Clubs waar FK Chmel Blšany tegen speelde
| Club                     | Land                     | Wedstrijden | Seizoen | W. | G. | V. |
| ------------------------ | ------------------------ | ----------- | ------- | -- | -- | -- |
| Griekenland              |                          |             |         |    |    |    |
| AO Kalamata              | Vlag van Griekenland     | 2×          | 2000    | 2× |    |    |
| Italië                   |                          |             |         |    |    |    |
| Brescia Calcio           | Vlag van Italië          | 2×          | 2000    |    | 1× | 1× |
| Macedonië                |                          |             |         |    |    |    |
| FK Pobeda Prilep         | Vlag van Noord-Macedonië | 2×          | 2001    | 1× | 1× |    |
| Tsjechië                 |                          |             |         |    |    |    |
| SK Sigma Olomouc         | Vlag van Tsjechië        | 2×          | 2000    |    | 1× | 1× |
| Wit-Rusland              |                          |             |         |    |    |    |
| Dnepr-Transmasj Mahiljow | Vlag van Wit-Rusland     | 2×          | 2000    | 2× |    |    |